# أسكري
أسكري (Άσκρη) هي قرية في فويوتيا في مقاطعة كينتريكي إلادا في اليونان.
يبلغ عدد سكانها حوالي 837 نسمة.